# 訃報 2007年5月
訃報 2007年5月（ふほう 2007ねん5がつ）では、2007年5月中に物故した、又は物故が報じられた人物についてまとめる。

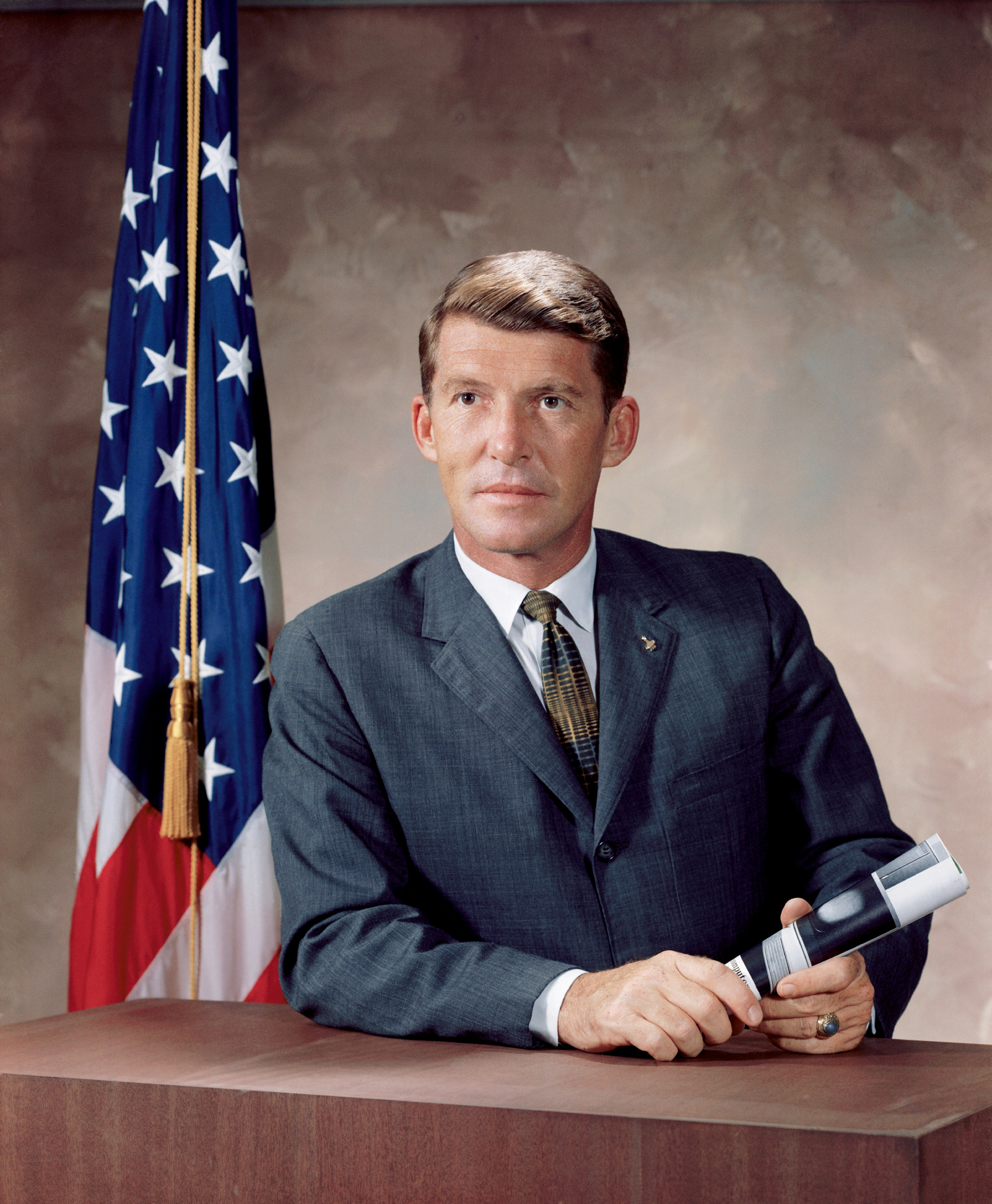
ウォルター・シラー／5月3日没

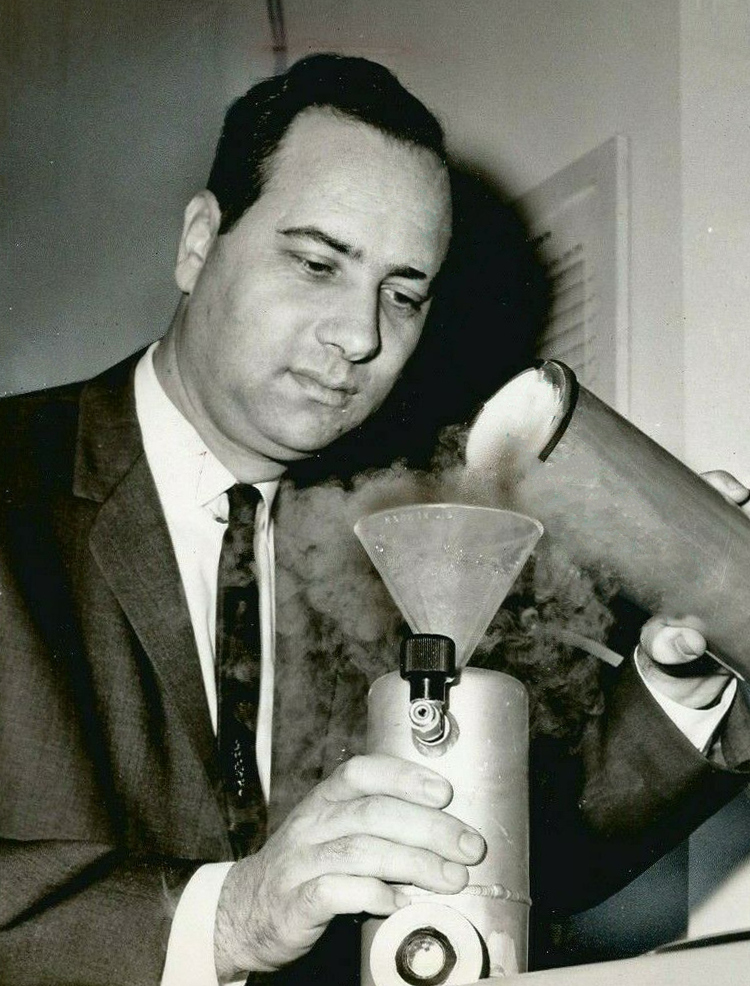
セオドア・メイマン／5月5日没

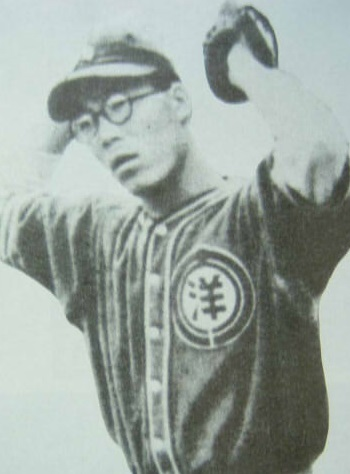
野口二郎／5月21日没

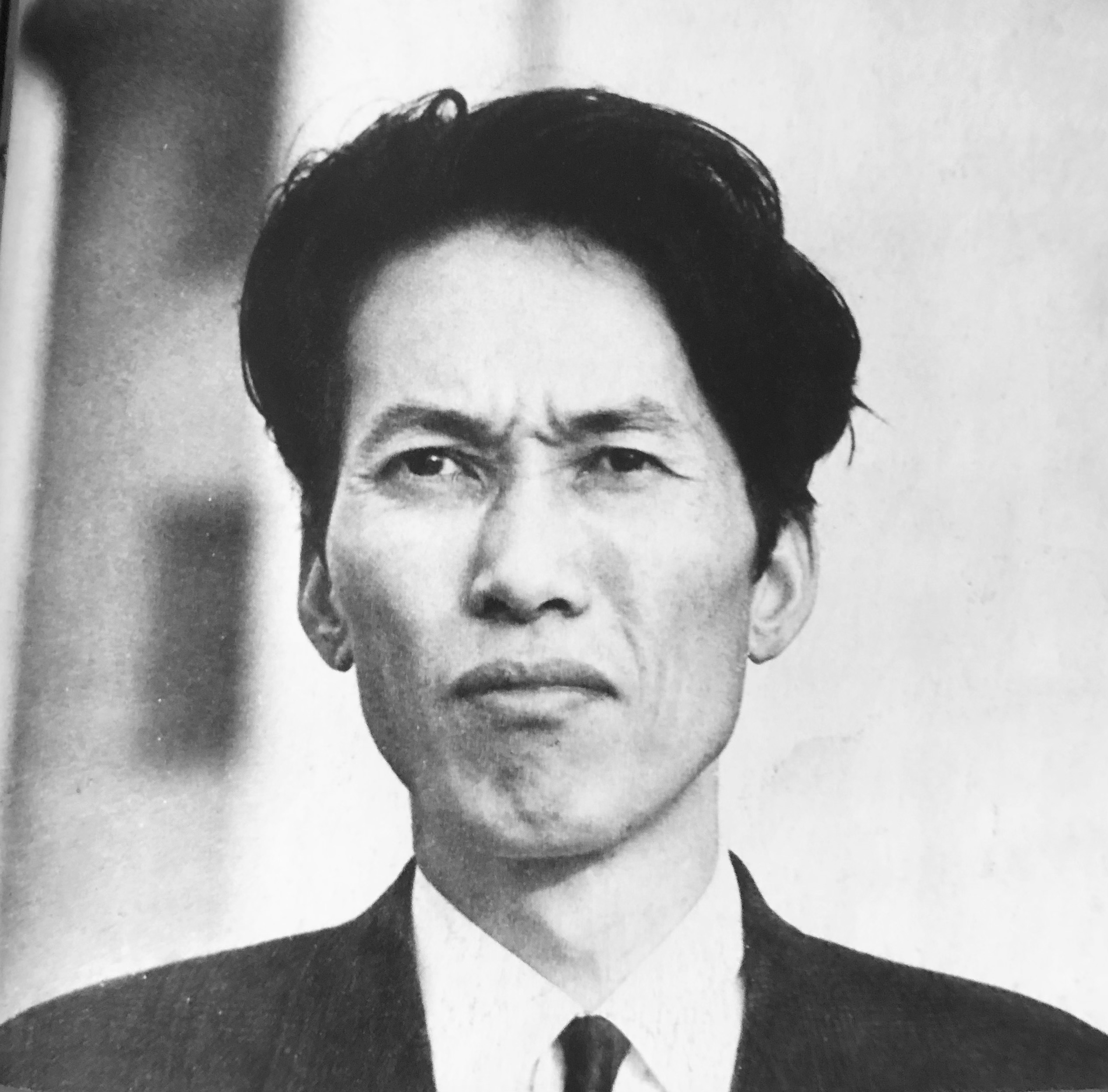
熊井啓／5月23日没

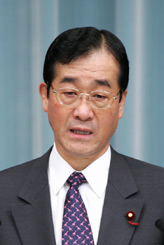
松岡利勝／5月28日没

## （1日 - 15日）
- 5月1日 - 鈴木重令、青森県三沢市長（* 1940年）
- 5月3日 - ウォルター・シラー、宇宙飛行士、アポロ7号船長（* 1923年）
- 5月3日 - 横山ノック、お笑いタレント、元参議院議員、前大阪府知事（* 1932年）
- 5月3日 - 尾上佳緑、歌舞伎役者（* 1924年）
- 5月4日 - 阿知波信介、元俳優、アクターズプロモーション社長（* 1940年）
- 5月4日 - 佐藤大治、実業家、元名鉄百貨店社長（* 1932年）
- 5月5日 - セオドア・メイマン、物理学者（* 1927年）
- 5月5日 - 今村仁司、現代哲学・思想研究家（* 1942年）
- 5月6日 - 池宮彰一郎、脚本家、小説家（* 1923年）
- 5月6日 - 北村和夫、俳優（* 1927年）
- 5月6日 - キャリー・ベル、ブルース・ハーモニカ奏者（* 1936年）
- 5月6日 - アルヴィン・バティステ（Alvin Batiste）、ジャズクラリネット奏者（* 1937年）
- 5月7日 - トマシ・クリモエトケ2世（Tomasi Kulimoetoke II）、ウォリス・フツナ諸島ウベア島国王（* 1918年）
- 5月7日 - 吉村午良、元長野県知事（* 1926年）
- 5月7日 - ディエゴ・コラレス、プロボクサー（* 1977年）
- 5月8日 - 栽弘義、沖縄水産高校野球部監督（* 1941年）
- 5月9日 - 石井政雄、元自衛官、第17代統合幕僚会議議長（* 1931年?）
- 5月10日 - 山口あかり、作詞家（* 1934年）
- 5月11日 - マリエトア・タヌマフィリ2世、サモア国家元首（* 1913年）
- 5月11日 - 岡仁詩、同志社大学名誉教授、同志社大学ラグビー部監督・部長（* 1929年）
- 5月11日 - 三好京三、作家（* 1931年）
- 5月13日 - 下村正太郎、実業家、大丸名誉顧問（* 1927年）
- 5月14日 - 伊江朝雄、元自由民主党参議院議員、北海道・沖縄開発庁長官（* 1921年）
- 5月15日 - はな寛太、漫才師（はな寛太・いま寛大）（* 1945年）
- 5月15日 - ヨランダ・キング（Yolanda King）、女優、キング牧師の娘（* 1955年）

## （16日 - 31日）
- 5月16日 - 松沢正太郎、東京青雲会初代事務局長（* 1913年）
- 5月16日 - メアリー・ダグラス、文化人類学者（* 1921年）
- 5月17日 - 塩沢とき、女優（* 1929年）
- 5月17日 - ピョートル・バラブエフ（Petro Balabuyev）、航空設計者（* 1931年）
- 5月17日 - 藤原伊織、作家（* 1948年）
- 5月17日 - ロイド・アリグザンダー、児童文学・ファンタジー作家（* 1924年）
- 5月18日 - ピエール＝ジル・ド・ジャンヌ、物理学者、ノーベル物理学賞受賞者（* 1932年）
- 5月19日 - 山本平、元エーザイ専務取締役・顧問
- 5月20日 - ベン・ワイズマン（Ben Weisman）、作曲家、ピアニスト（* 1921年）
- 5月20日 - スタンリー・ミラー、化学者、生物学者（* 1930年）
- 5月21日 - 野口二郎、元プロ野球選手（* 1920年）
- 5月21日 - ブルーノ・マッティ（Bruno Mattei）、映画監督（* 1931年）
- 5月22日 - 平岩外四、元東京電力会長、元経団連会長（* 1914年）
- 5月22日 - アート・スティーヴンス（Art Stevens）、ウォルト・ディズニー・カンパニーのアニメーター（* 1915年）
- 5月22日 - 駒尺喜美、女性学者、文学研究者（* 1925年）
- 5月22日 - ジェフ・プランカート（Jef Planckaert）、競輪選手（* 1934年）
- 5月23日 - 熊井啓、映画監督（* 1930年）
- 5月23日 - 村越伊知郎、声優（* 1930年）
- 5月23日 - 三世花柳壽輔、日本舞踊家、花柳流宗家家元（* 1935年）
- 5月23日 - 二代目玉川福太郎、浪曲師（* 1945年）
- 5月23日 - トロン・オグリム（Tron Øgrim）、ジャーナリスト、作家（* 1947年）
- 5月24日 - 大宅昌、大宅壮一文庫理事長・大宅壮一の妻（* 1906年）
- 5月24日 - 武内忠男、熊本大学名誉教授（* 1915年）
- 5月24日 - 大庭みな子、作家（* 1930年）
- 5月25日 - 皮千得（피천득）、随筆家（* 1910年）
- 5月25日 - 北修二、元参議院議員、元北海道・沖縄開発庁長官（* 1925年）
- 5月25日 - バーソロミュー・ウルファアル（Bartholomew Ulufa'alu）、元ソロモン諸島首相（* 1950年）
- 5月26日 - 小西甚一、日本文学者（* 1915年）
- 5月26日 - 伊藤勲、野球選手・野球指導者（* 1942年）
- 5月26日 - 日暮彰文、丸善製薬社長、広島県製薬協会会長
- 5月27日 - 坂井泉水、歌手（ZARD）、作詞家（* 1967年）
- 5月28日 - 松岡利勝、農林水産大臣・衆議院議員（* 1945年）
- 5月28日 - イェルク・イメンドルフ（Jörg Immendorff）、画家・彫刻家（* 1945年）
- 5月29日 - 堀敏一、歴史家（* 1924年）
- 5月30日 - ジャン＝クロード・ブリアリ、俳優・映画監督（* 1933年）
- 5月30日 - 信田滋弘、筋ジストロフィー患者(* 1985年)
- 5月31日 - 杉山粛、青森県むつ市長（* 1936年）